# 文和
文和 (ぶんな、ぶんわ、旧字体：文󠄁和)は、日本の南北朝時代の元号の一つ。北朝方にて使用された。観応の後、延文の前。西暦では1352年から1356年までの期間を指す。この時代の天皇は、北朝方が後光厳天皇。南朝方が後村上天皇。室町幕府将軍は足利尊氏。

## 改元
- 観応3年9月27日（ユリウス暦1352年11月4日） 後光厳天皇の即位による代始改元
- 文和5年3月28日（ユリウス暦1356年4月29日） 延文に改元

当時の代始改元は即位翌年に行う踰年改元が一般的であったが、正平一統に絡む緊迫した政治状況下において、足利尊氏の名代であった嫡男義詮は北朝立て直しのために至急の改元を求める武家執奏を行い、新天皇の践祚から1か月余りで改元が実施された。

## 文和期におきた出来事
- 文和2年に、侍所司を務めていた京極秀綱が、後光厳天皇、足利義詮らの護衛の最中に討たれる。

## 死去
- 元年
  - 9月 佐竹貞義
- 二年
  - 5月 北条時行
- 三年
  - 5月 北畠親房

## 西暦との対照表
※は小の月を示す。
| 文和元年（壬辰） | 一月※     | 二月  | 閏二月※ | 三月※ | 四月  | 五月※ | 六月  | 七月※ | 八月  | 九月  | 十月    | 十一月※  | 十二月    |
| 正平七年         | 一月※     | 二月  | 閏二月※ | 三月※ | 四月  | 五月※ | 六月  | 七月※ | 八月  | 九月  | 十月    | 十一月※  | 十二月    |
| ---------------- | --------- | ----- | ------- | ----- | ----- | ----- | ----- | ----- | ----- | ----- | ------- | -------- | --------- |
| ユリウス暦       | 1352/1/18 | 2/16  | 3/17    | 4/15  | 5/14  | 6/13  | 7/12  | 8/11  | 9/9   | 10/9  | 11/8    | 12/8     | 1353/1/6  |
| 文和二年（癸巳） | 一月※     | 二月  | 三月※   | 四月※ | 五月  | 六月※ | 七月  | 八月※ | 九月  | 十月  | 十一月  | 十二月※  |           |
| 正平八年         | 一月※     | 二月  | 三月※   | 四月※ | 五月  | 六月※ | 七月  | 八月※ | 九月  | 十月  | 十一月  | 十二月※  |           |
| ユリウス暦       | 1353/2/5  | 3/6   | 4/5     | 5/4   | 6/2   | 7/2   | 7/31  | 8/30  | 9/28  | 10/28 | 11/27   | 12/27    |           |
| 文和三年（甲午） | 一月      | 二月※ | 三月    | 四月※ | 五月※ | 六月  | 七月※ | 八月※ | 九月  | 十月  | 閏十月※ | 十一月   | 十二月    |
| 正平九年         | 一月      | 二月※ | 三月    | 四月※ | 五月※ | 六月  | 七月※ | 八月※ | 九月  | 十月  | 閏十月※ | 十一月   | 十二月    |
| ユリウス暦       | 1354/1/25 | 2/24  | 3/25    | 4/24  | 5/23  | 6/21  | 7/21  | 8/19  | 9/17  | 10/17 | 11/16   | 12/15    | 1355/1/14 |
| 文和四年（乙未） | 一月      | 二月※ | 三月    | 四月※ | 五月※ | 六月  | 七月※ | 八月※ | 九月  | 十月  | 十一月※ | 十二月   |           |
| 正平十年         | 一月      | 二月※ | 三月    | 四月※ | 五月※ | 六月  | 七月※ | 八月※ | 九月  | 十月  | 十一月※ | 十二月   |           |
| ユリウス暦       | 1355/2/13 | 3/15  | 4/13    | 5/13  | 6/11  | 7/10  | 8/9   | 9/7   | 10/6  | 11/5  | 12/5    | 1356/1/3 |           |
| 文和五年（丙申） | 一月      | 二月  | 三月※   | 四月  | 五月※ | 六月※ | 七月  | 八月※ | 九月※ | 十月  | 十一月  | 十二月※  |           |
| 正平十一年       | 一月      | 二月  | 三月※   | 四月  | 五月※ | 六月※ | 七月  | 八月※ | 九月※ | 十月  | 十一月  | 十二月※  |           |
| ユリウス暦       | 1356/2/2  | 3/3   | 4/2     | 5/1   | 5/31  | 6/29  | 7/28  | 8/27  | 9/25  | 10/24 | 11/23   | 12/23    |           |